# Beijing Enterprises
Beijing Enterprises Holdings (北京控股有限公司) — китайский государственный конгломерат, базирующийся в Гонконге и имеющий основные активы в Пекине. Большинство акций холдинга принадлежит правительству Пекина и родственным компаниям Beijing Enterprises Group Company и Beijing Enterprises Investment.

## История
Компания основана в 1997 году путём объединения нескольких пекинских государственных компаний (Yanjing Beer, Sanyuan Food, Beijing Western Style Food, Beijing Airport Expressway, Badaling Tourism, Wangfujing Department Store, Jianguo Hotel и Beijing International Switching System), и в том же году выведена на Гонконгскую фондовую биржу. В 1999 году Beijing Enterprises купил долю в компании Luyang Digital Control.
В 2002 году Beijing Enterprises Holdings купил компанию Zhonggei Facilities и долю в Guanshun Company; в 2004 году купил Xteam Software International и продал Sanyuan Food; в 2005 году продал пекинский отель Jianguo и свою долю в пекинском проекте Маглев; в 2006 году продал свою долю в пекинском универмаге Wangfujing, расположенном на центральной торговой улице Ванфуцзин; в 2008 году купил Shang Hua Holdings и Z.K.C. Environmental Group, а также продал свою долю в компаниях Beijing Shunxing Wine и Beijing Fengshou Wine. По состоянию на март 2011 года в Beijing Enterprises работало 38 тыс. человек, рыночная стоимость корпорации составляла 6,15 млрд долларов, а продажи — 3,12 млрд долларов.

## Структура
Beijing Enterprises Holdings специализируется на нескольких сферах деятельности: водо- и газоснабжение, очистка сточных вод и охрана окружающей среды, производство пива и прохладительных напитков, платные шоссе и научно-технические разработки.

### Beijing Gas Group
Крупнейший поставщик газа в Пекине (через 7,5 тыс. км газовых труб обслуживает более 3,4 млн потребителей, поставляя им ежегодно 3,6 млрд кубических метров газа). Совместно с PetroChina контролирует компанию PetroChina Beijing Pipeline Co., занимающуюся эксплуатацией газопроводов.

### Beijing Enterprises Water Group
Компания занимается водоснабжением в Пекине и других частях Китая, и отдельно котируется на Гонконгской фондовой бирже. Дочерняя компания Z.K.C. Environmental Group Co. специализируется на очистке промышленных сточных вод.

### Beijing Enterprises Water Treatment
Компания занимается услугами канализации в Пекине, а также в провинциях Шаньдун, Чжэцзян, Гуандун, Хайнань, Хунань и Сычуань, обрабатывая около 1 млн тонн сточных вод в день. Крупнейшими активами Beijing Enterprises Water Treatment являются водоочистные комплексы в Пекине (№ 9 и № 10), Вэйфане и Шэньчжэне.

### Beijing Enterprises Holdings Environment Technology Co.
Компания занимается обработкой городских и промышленных отходов и стоков; среди крупнейших активов Beijing Enterprises Holdings Environment Technology Co. — водоочистной комплекс в Хайкоу и полигон твердых отходов в Циндао.

### Beijing Yanjing Beer Corporation
Компания основана в 1980 году в Пекине, является одним из крупнейших в Китае производителей пива и прохладительных напитков (выпуская свыше 4 млн тонн, Yanjing Beer контролирует более 11 % китайского рынка пива). Наиболее сильные позиции у компании в Пекине и провинциях Внутренняя Монголия, Хубэй, Фуцзянь и Гуанси. Yanjing Beer котируется на Шэньчжэньской фондовой бирже.

### Beijing Capital International Airport Expressway
Платное шоссе Airport Expressway открыто в 1993 году и соединяет центр Пекина с Пекинским международным аэропортом.

### Airport North Freeway
Платное шоссе Airport North Freeway открыто в 2006 году и соединяет северо-западные районы Пекина с Пекинским международным аэропортом.

### Shenzhen Guanshun Road
Платное шоссе Shenzhen Guanshun Road открыто в 1995 году и расположено в районе Баоань города Шэньчжэнь.

### Beijing Development (Hong Kong)
Компания занимается смарт-картами и информационными технологиями в транспортной и образовательной областях, и отдельно котируется на Гонконгской фондовой бирже. Имеет ряд дочерних компаний, в том числе Beijing Municipal Administration and Communications Card Co., Beijing Enterprises Teletron Information Technology Co. и China Information Technology Development.

### Beijing Enterprises Holdings High-Tech Development Co.
Компания занимается инвестициями в области электроники, оптики, точной механики, защиты окружающей среды, энергетики и медицинских исследований.

### BMEI Co.
Компания занимается инвестициями в области экологии, утилизации опасных отходов и высокоточного станкостроения. Среди крупнейших проектов BMEI Co. — утилизация медицинских отходов в Шанхае, опасных отходов в Синьцзяне и городского мусора в Абиджане.